# Корно д'Оро (Салерно)
Корно д'Оро је насеље у Италији у округу Салерно, региону Кампанија.
Према процени из 2011. у насељу је живело 329 становника. Насеље се налази на надморској висини од 34 м.